# Liste der finnischen Botschafter in Osttimor

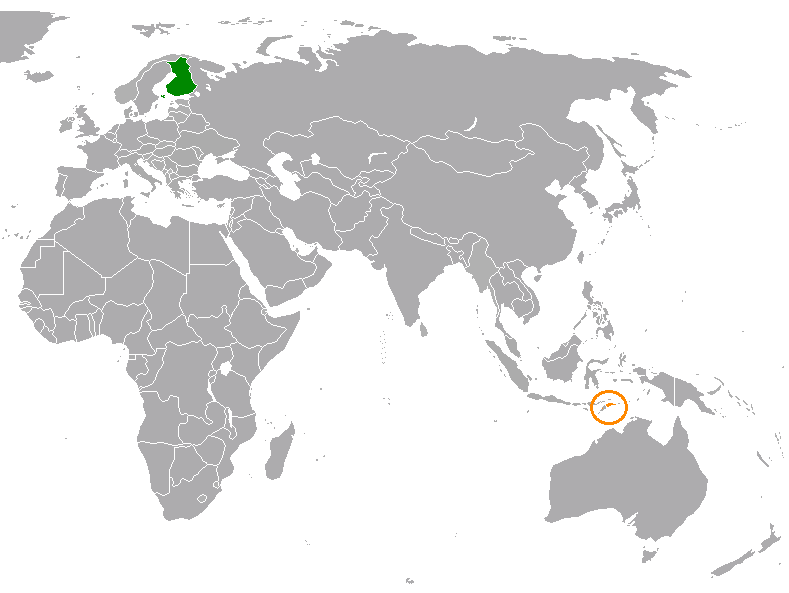
Finnland und Osttimor

Diese Liste führt die finnischen Botschafter in Osttimor auf.

## Hintergrund
Osttimor und Finnland nahmen am 20. Juni 2002 diplomatische Beziehungen auf. Die finnische Botschaft befindet sich in Jakarta (Indonesien).

## Liste

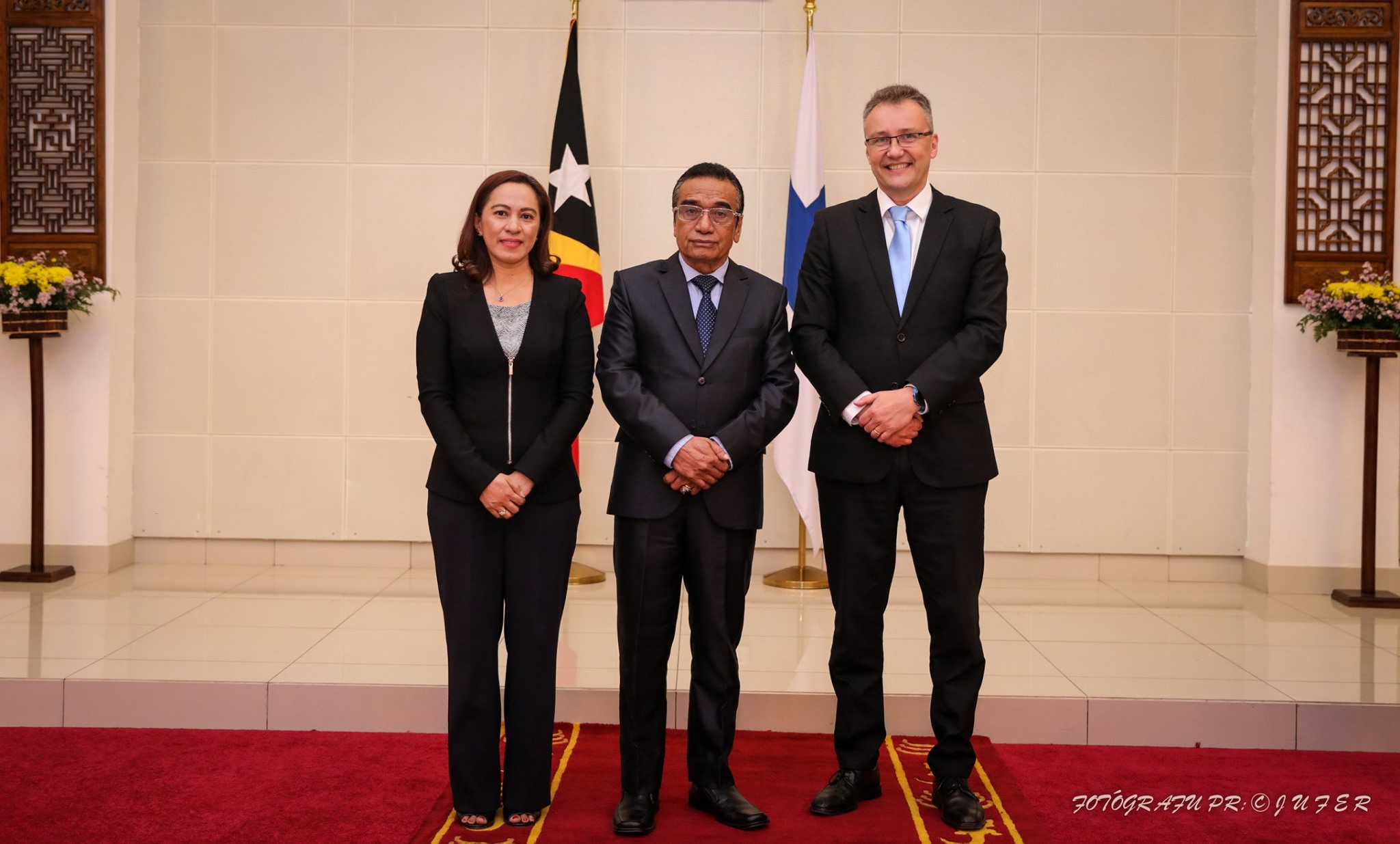
Botschafter Jari Sinkari bei der Übergabe seiner Akkreditierung an Präsident Francisco Guterres (2019)

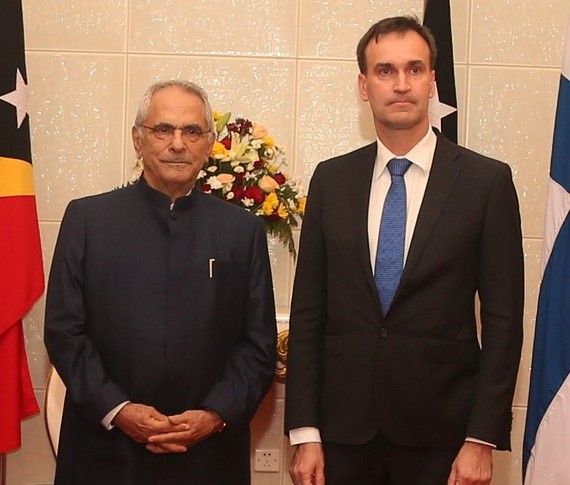
Botschafter Jukka-Pekka Kaihilahti und Präsident José Ramos-Horta (2023)

| Bild     | Name                   | Amtszeit  | Anmerkungen                                                 |
| Finnland | Finnland               | Finnland  | Finnland                                                    |
| -------- | ---------------------- | --------- | ----------------------------------------------------------- |
|          | ?                      | 2002–2015 | unbekannt                                                   |
|          | Päivi Hiltunen-Toivio  | 2015–2018 | Ernennung: 13. Januar 2015 Akkreditierung: 17. Februar 2015 |
|          | Jari Sinkari           | 2019–2022 | Akkreditierung: 16. Juli 2019                               |
|          | Jukka-Pekka Kaihilahti | seit 2023 | Akkreditierung: 1. Februar 2023                             |